# 75 Draconis
75 Draconis är en gul jätte som ligger i stjärnbilden Draken.
75 Dra har visuell magnitud +5,37 och svagt synlig för blotta ögat vid god seeing. Den befinner sig på ett avstånd av ungefär 455 ljusår.